# Mistrovství světa v judu 2009
XXV. mistrovství světa se konalo v Ahoy Rotterdam v Rotterdamu ve dnech 26.-30. srpna 2009.

## Program
- STŘ – 26. 8. 2009 – superlehká váha (−60 kg, −48 kg) a pololehká váha (−66 kg)
- ČTV – 27. 8. 2009 – pololehká váha (−52 kg) a lehká váha (−73 kg, −57 kg)
- PAT – 28. 8. 2009 – polostřední váha (−81 kg, −63 kg)
- SOB – 29. 8. 2009 – střední váha (−90 kg, −70 kg) a polotěžká váha (−78 kg)
- NED – 30. 8. 2009 – polotěžká váha (−100 kg) a  těžká váha (+100 kg, +78 kg)

Kategorie bez rozdílu vah proběhla v roce 2008. 

## Výsledky

### Muži
| Kategorie | Zlato                        | Stříbro               | Bronz                  | Bronz                    |
| --------- | ---------------------------- | --------------------- | ---------------------- | ------------------------ |
| −60 kg    | Giorgi Zantaraia (UKR)       | Hiroaki Hiraoka (JPN) | Ovanes Davtjan (ARM)   | Elio Verde (ITA)         |
| −66 kg    | Chašbátaryn Cagánbátar (MGL) | Sugoi Uriarte (ESP)   | Miklós Ungvári (HUN)   | An Čong-hwan (KOR)       |
| −73 kg    | Wang Ki-čchun (KOR)          | Kim Čchol-su (PRK)    | Dirk Van Tichelt (BEL) | Mansur Isajev (RUS)      |
| −81 kg    | Ivan Nifontov (RUS)          | Sergej Šundikov (BLR) | Ole Bischof (GER)      | Kim Če-pom (KOR)         |
| −90 kg    | I Kju-won (KOR)              | Kirill Děnisov (RUS)  | Hišám Misbah (EGY)     | Dilshod Choriev (UZB)    |
| −100 kg   | Maxim Rakov (KAZ)            | Henk Grol (NED)       | Ramadán Dervíš (EGY)   | Takamasa Anai (JPN)      |
| +100 kg   | Teddy Riner (FRA)            | Oscar Braison (CUB)   | Abdulla Tangriev (UZB) | Marius Paškevičius (LTU) |

### Ženy
| Kategorie | Zlato                     | Stříbro                         | Bronz                    | Bronz                        |
| --------- | ------------------------- | ------------------------------- | ------------------------ | ---------------------------- |
| −48 kg    | Tomoko Fukumiová (JPN)    | Oiana Blancová (ESP)            | Čong Čong-jon (KOR)      | Frédérique Jossinetová (FRA) |
| −52 kg    | Misato Nakamuraová (JPN)  | Yanet Bermoyová (CUB)           | Ana Carrascosaová (ESP)  | Romy Tarangulová (GER)       |
| −57 kg    | Morgane Riboutová (FRA)   | Telma Monteirová (POR)          | Kifayət Qasımovová (AZE) | Hedvig Karakasová (HUN)      |
| −63 kg    | Jošie Uenová (JPN)        | Elisabeth Willeboordseová (NED) | Claudia Malzahnová (GER) | Elis Šlezingrová (ISR)       |
| −70 kg    | Yuri Alvearová (COL)      | Anett Mészárosová (HUN)         | Mina Watanabe (JPN)      | Huda Miledová (TUN)          |
| −78 kg    | Marhinde Verkerková (NED) | Maryna Pryščepová (UKR)         | Heide Wollertová (GER)   | Sun I (CHN)                  |
| +78 kg    | Tchung Wen (CHN)          | Karina Bryantová (GBR)          | Idalis Ortízová (CUB)    | Maki Cukadaová (JPN)         |